# Bernhard Simmelbauer
Bernhard Simmelbauer (* 20. Juni 1963 in Mühldorf am Inn) ist ein ehemaliger deutscher Kunstturner.
Simmelbauer startete für den FC Bayern München und nahm 1984 und 1988 als Mitglied der deutschen Nationalriege an den Olympischen Spielen und 1985 an der Weltmeisterschaft in Montreal teil. In Los Angeles erreichte das Team des Deutschen Turner-Bundes (DTB) mit Platz vier im Mehrkampf die beste Platzierung seit 32 Jahren.
1986 und 1987 wurde er Deutscher Meister am Barren und 1987 Vizemeister am Seitpferd.
Simmelbauer studierte an der Ludwig-Maximilians-Universität München Humanmedizin und betreibt heute in Stuttgart eine Praxis für Sportmedizin.